# کی‌دی‌ئی ۴
کی‌دی‌ای ۴ (به انگلیسی: KDE Software Compilation 4؛ به‌صورت مخفف KDE SC 4) جدیدترین محصول از سری میز کار کی‌دی‌ای است. اولین نسخه این محصول در ۱۱ ژانویه سال ۲۰۰۸ منتشر شده‌است.
در این نسخه بسیاری از اجزای کی‌دی‌ای بهبود خواهند یافت، مانند به‌کارگیری کیوت ۴ (به انگلیسی: Qt 4). گفته می‌شود که این مسئله به افزایش بین ۲۰ تا ۳۰ درصدی بازدهی (نسبت به کی‌دی‌ای ۳.۵) منجر خواهد شد.
یک مجموعه API چندرسانه‌ای جدید به نام Phonon، یک  device integration framework به نام Solid و یک مجموعه آیکون پیشفرض به نام پروژه اکسیژن از اجزای این نسخه هستند. دسکتاپ و پنل نیز نو شده‌اند و پلاسما نامیده می‌شوند. پلاسما توان استفاده از ویجت‌ها را دارد، یعنی چیزی شبیه به سوپرکارامبا یا داشپورت در اپل. پورت به Qt 4 باعث خواهد شد تا پشتیبانی از پلتفرم‌های غیر X11 همچون ویندوز و مک اواس ده ساده‌تر شود. همچنین سادگی پورت شدن به سیستم‌عامل‌های دیگر، یکی از اهداف اولیه کی‌دی‌ای ۴ بوده‌است.

## به‌روزرسانی‌های عمده
اصلی‌ترین تغییراتی کی‌دی‌ای ۴:
- برای بالا بردن سرعت و راندمان قرار است از Qt 4.x استفاده شود.
- به منظور استانداردتر کردن رابط‌های کاربری، از توصیه‌های  سازمان human interface guidelines پیروی شده‌است.

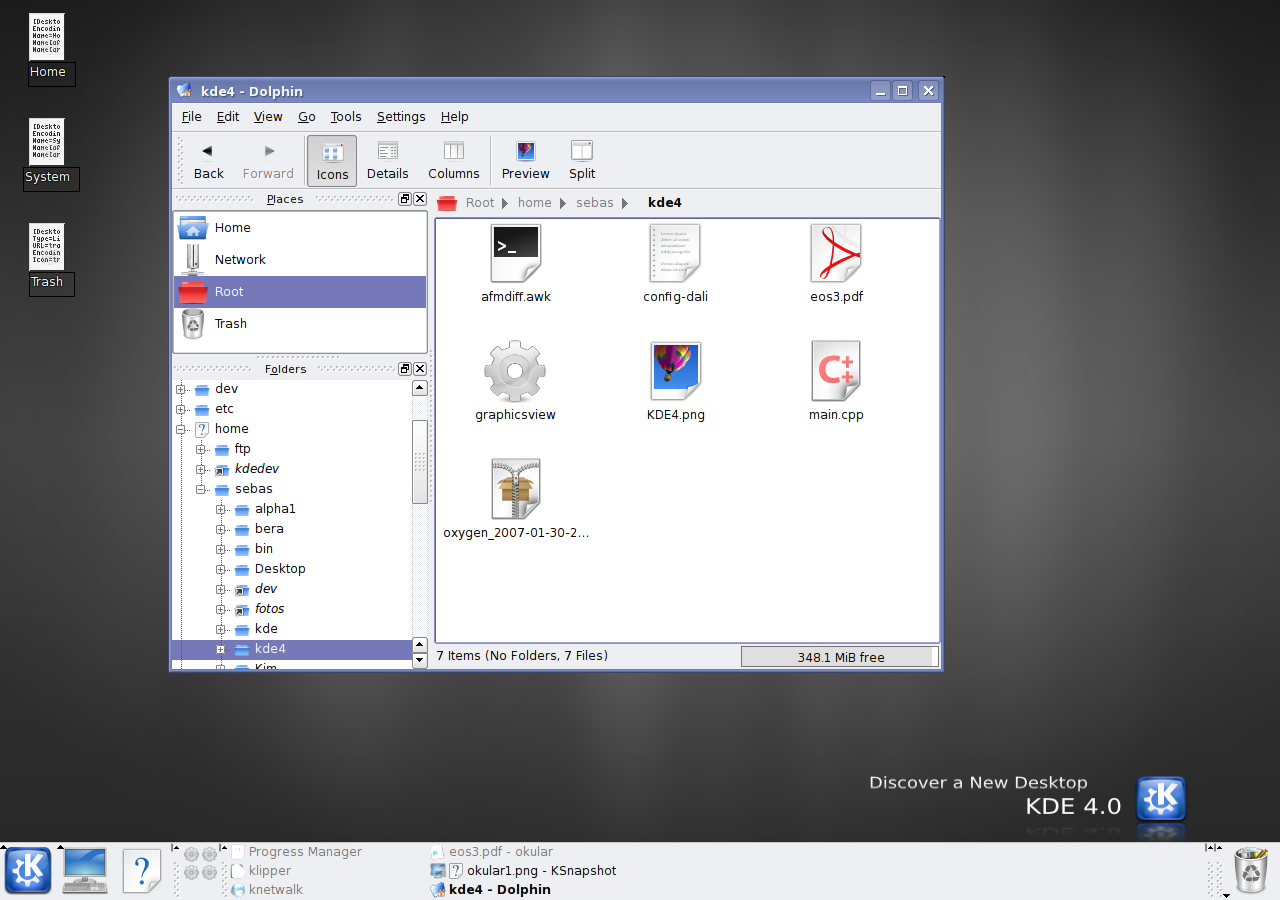
نماگرفت از کی‌دی‌ای ۴ نسخه ۱ آلفا

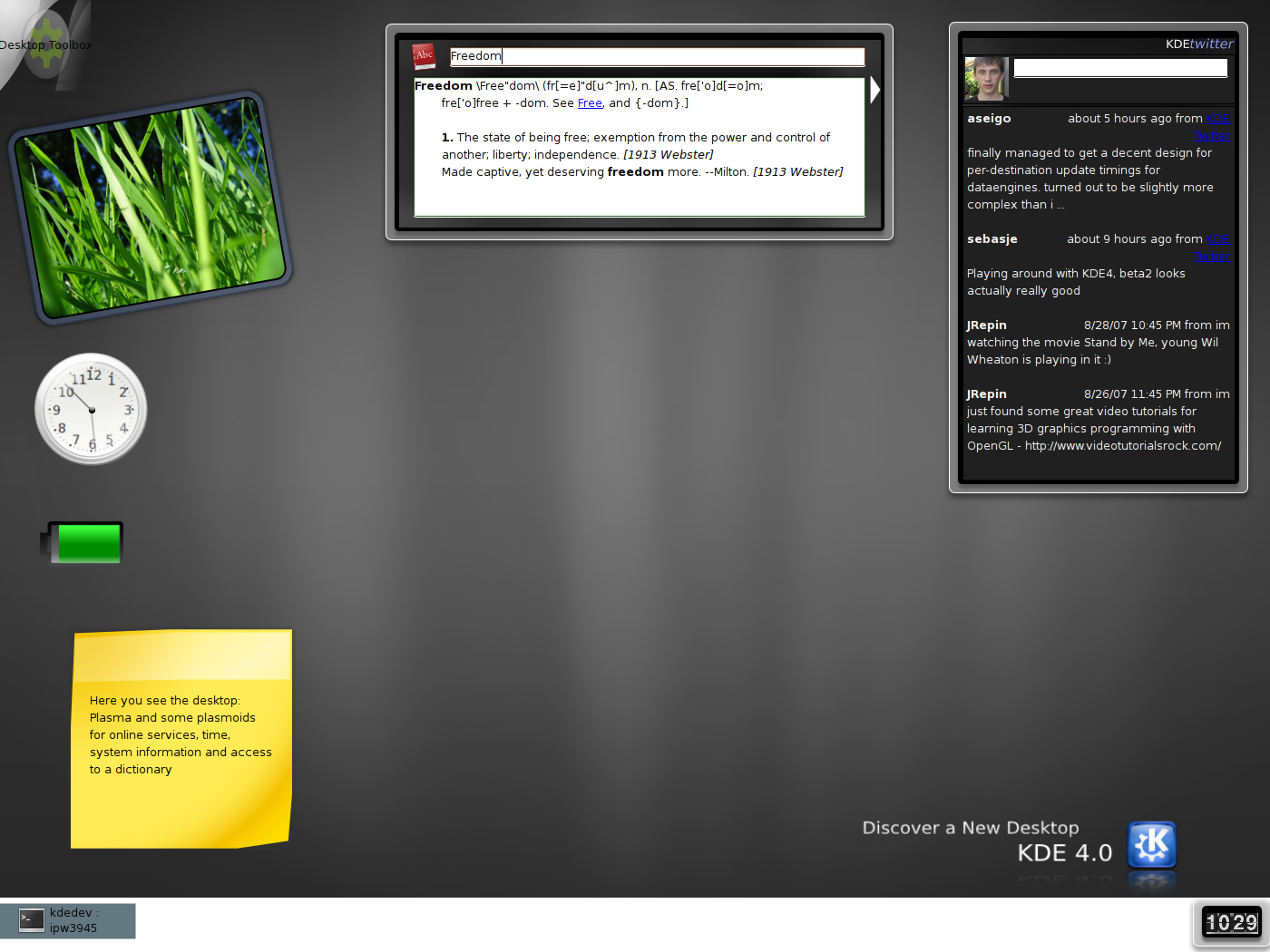
نماگرفت از کی‌دی‌ای۴ بتا ۲

- اکسیژن مجموعه آیکون پیشفرض و راهنماهای بصری هستند و از نوع گرافیک‌های برداری هستند. کی‌دی‌ای۴ همچنین بهره بیشتری از گرافیک‌های طراحی شده توسط جامعه‌اش خواهد برد. تیم اکسیژن مسابقه‌ای برای طراحی بهترین پس زمینه‌ها ترتیب دادند و طرح‌های برنده بخشی از پس‌زمینه‌های پیشفرض کی‌دی‌ای خواهند بود. در کنار اکسیژن، مجموعه آیکون‌های دیگری هم قرار خواهند داشت.
- پلاسما محیط رومیزی جدیدی است که کیکر، کی‌دسکتاپ و سوپرکارامبا را ترکیب خواهد کرد. با اینکار محیط کار کی‌دی‌ای بیش از پیش تنظیم‌پذیر خواهد بود.
- رابط چندرسانه‌ای Phonon ساخته شده تا کی‌دی‌ای را از چارچوب‌های خاص چندرسانه‌ای رها کند و به توسعه دهندگان اجازه دهد تا به راحتی‌ها از صدا و تصویر در برنامه خود استفاده کنند و حق انتخاب یک چارچوب خاص چندرسانه‌ای را به کاربر واگذار کنند.
- Solid یک API برای شبکه و ابزارهای قابل جدا کردن است.
- Decibel یک چارچوب ارتباطی است که هدفش راحت کردن ارتباطات گوناگون کاربر حتی در صورت استفاده ار پروتکل‌های ارتباطی متنوع است.
- Kross یک ساختار اسکریپت‌نویسی است که به برنامه اجازه خواهد داد به سادگی از اسکریپت‌نویسی پشتیبانی کنند. این بخش همچنین به افراد اجازه خواهد داد تا ساده‌تر برای برنامه‌های پلاگین تهیه کنند.
- مدیرفایل جدید دولفین به عنوان مدیرفایل پیشفرض استفاده خواهد شد و هر دو مدیر فایل به شکل مجزا توسعه خواهند یافت.
- Sonnet که یک غلط گیر املایی با قابلیت تشخیص خودکار زبان است.

## نگارخانه

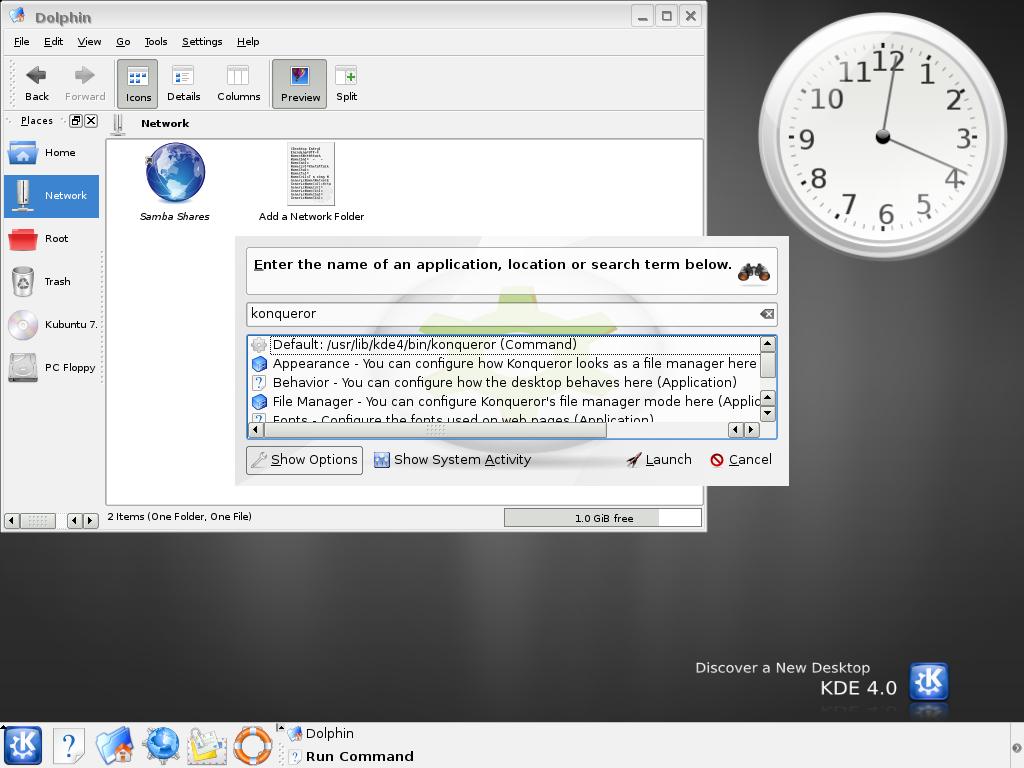
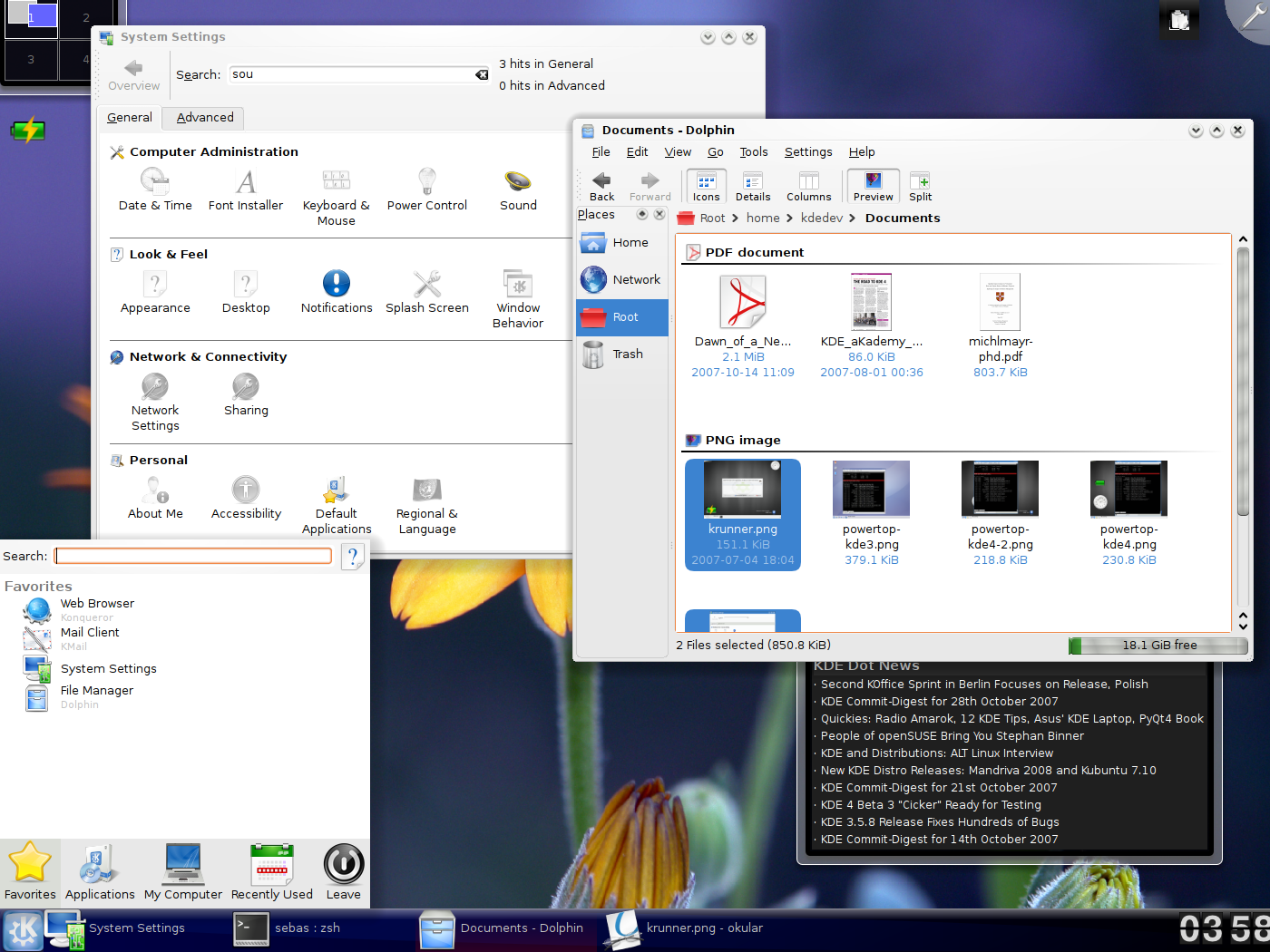
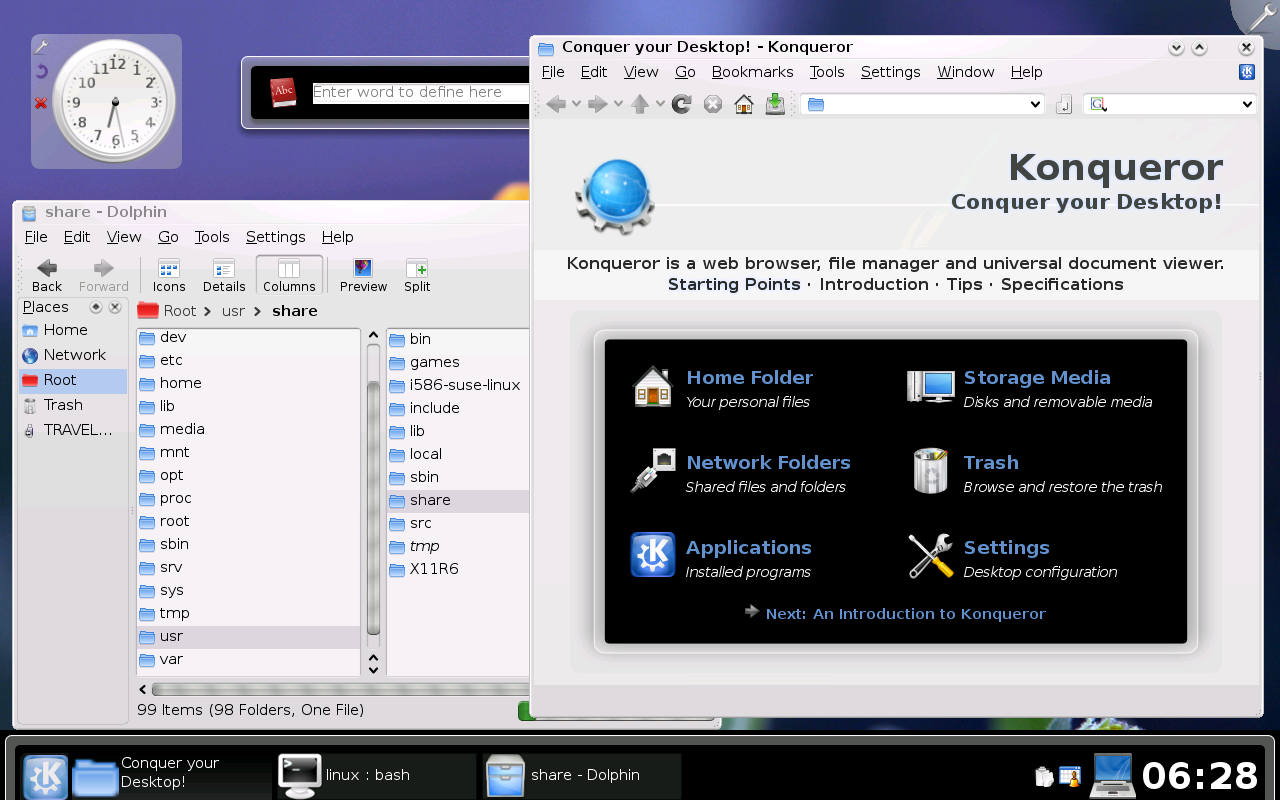